# Хрестові походи
Хресто́ві похо́ди (лат. expeditiones sacrae, cruciatae) — серії релігійних війн у середньовіччі ініційованих, підтримуваних, а іноді й керованих Римо-католицькою церквою.
У вузькому значенні — військові експедиції християн, для відвоювання Святої Землі у мусульман, що тривали з 1095 (початок першого хрестового походу) по 1291 рік (втрата хрестоносцями Акри). Походи оголошувалися через проповідь і передбачали єднання усіх християнських правителів і народів під егідою Святого Престолу. Кожен учасник-доброволець складав обітницю і отримував знак хреста на одяг з рук папи або його легатів. Хрестоносці мали право на індульгенції та тимчасові привілеї: непідсудність світській владі, недоторканість особи та майна тощо.
У широкому значенні — усі військові кампанії християн, які заприсяглися боротися проти «невірних»: мусульман, язичників, єретиків тощо. Найбільш значні: Реконкіста — військові кампанії християн Піренейського півострова проти маврів (XI—XVI ст.), північні хрестові походи проти балтійських язичників (пруссів, литовців), гуситські війни, походи проти альбігойців. У ХІІІ столітті Римські Папи закликали на проповідях до хрестових походів проти відлучених від Церкви короля Англії Іоанна Безземельного та імператора Священної Римської імперії Фрідріха ІІ. У християнській літературі пізніших століть хрестовими походами інколи переносно називали будь-які війни релігійного характеру, як то ірано-візантійська війна (602—628) чи саксонські війни Карла Великого.

## Історичні обставини
Історична Юдея або Свята земля для християн має дуже важливе релігійне значення, як місце народження Ісуса Христа, його діяльності, розп'яття, смерті та Воскресіння.
У 63 р. до н. римські війська під командуванням Помпея Великого захопили Юдею. У 380 році за імператора Феодосія християнство проголосили офіційною релігією Римської імперії. Юдея стає переважно християнською. Після її розділення у 395 році на Західну і Східну частини, Свята земля, лишилася у складі Східної Римської імперії, в історіографії відому, як Візантія. У 634—638 під час арабо-візантійських воєн відбулося мусульманське завоювання Леванту включно із захопленням Єрусалима у 637 році.
У 1009 році халіф фатимідів Аль-Хакім бі-Амар Алах наказав зруйнувати Храм Гробу Господнього. В 1039 р. його наступник після отримання великої суми дозволив візантійцям відбудувати його. Прочан впускали до Святої Землі до і після відбудування храму, але іноді їх захоплювали і деяких священників вбивали. Мусульманські правителі з часом зрозуміли, що Єрусалим багатіє від золота паломників, після цього факти переслідування припинилися.
У 1073 році турки-сельджуки захоплюють Єрусалим. Після здобуття міста відбулася різня та пограбування християнського та юдейського населення міста. Більшість палацової архітектури Єрусалима знищили. Страти і руйнування міста, тривали до 1077 року, коли проти їхнього панування спалахнуло повстання Результатом цих подій стало зростання ненависті до сельджуків серед християн, зокрема в Європі..

### Ситуація у християнському світі

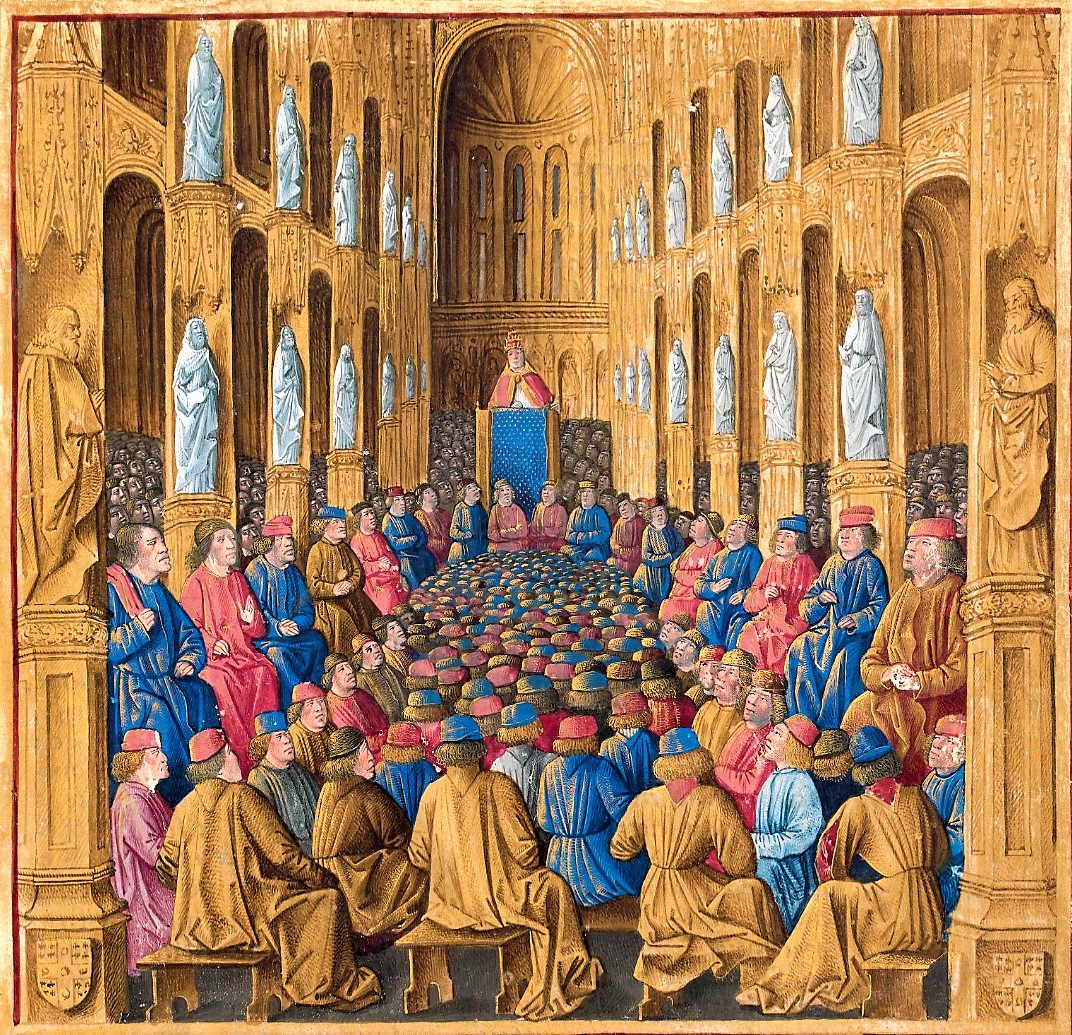
Малюнок XV століття. Папа Урбан II у Клермонтському соборі читає проповідь про необхідність повернення Святої Землі

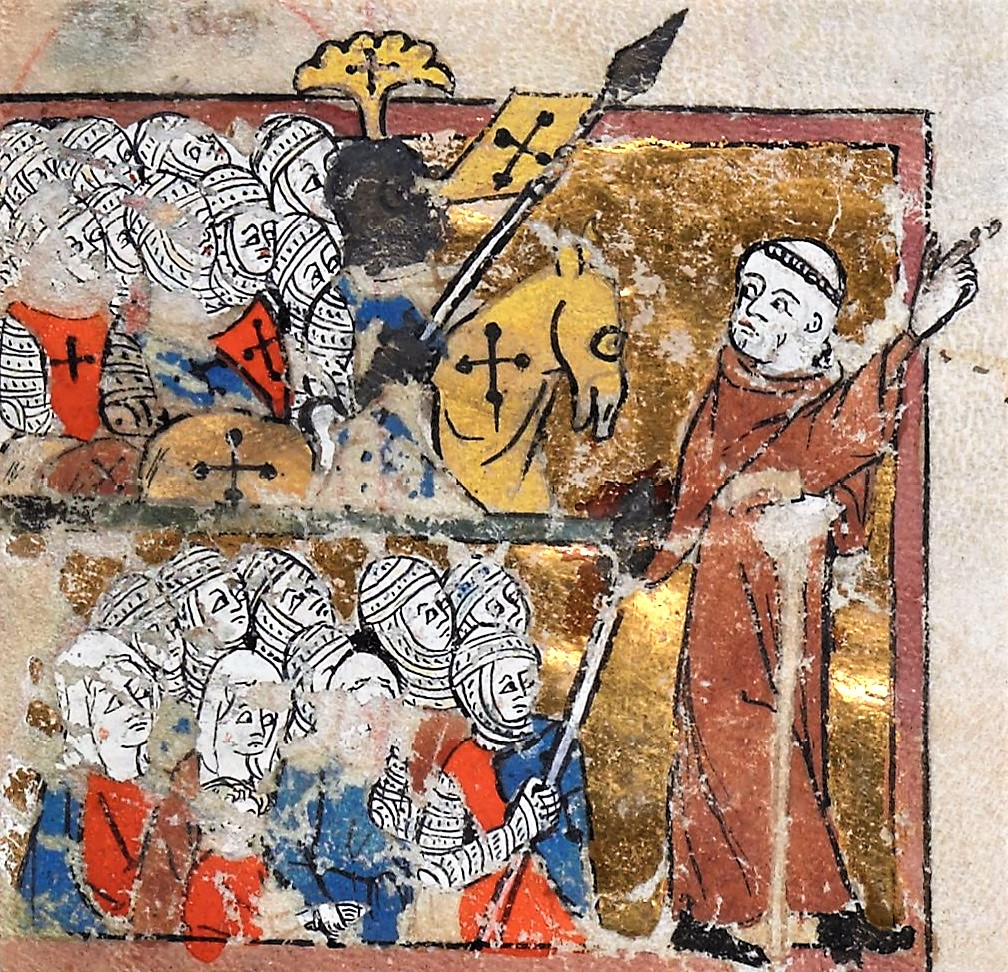
Середньовічна картина: Петро Пустинник веде лицарів, солдат і жінок на Єрусалим під час першого хрестового походу

Витоки Хрестових походів сягають подій раннього Середньовіччя в Західній Європі і в погіршенні становища Візантійської імперії на сході, що спричинило нову хвилю візантійсько-сельджуцьких війн. Падіння Імперії Карлонгів наприкінці IX ст. і стабілізування кордонів в Європі після християнізації вікінгів, мадярів і слов'ян сприяли появі великої кількості озброєних воїнів, які вбивали одне одного і тероризували місцеве населення. Церква намагалася стримувати насильство, інколи це вдавалося, але треновані воїни все одно шукали виходу для своєї агресії.
У 1063 р. Папа Римський Олександр II благословив християн на відвоювання Іспанії, а також гарантував тим, хто загине, відпущення всіх гріхів. Проханнями візантійських імператорів, яким загрожували сельджуки, почали цікавитися. Прохання приходило від імператора Михайла VII Папі Римському Григорію VII в 1074 р. і в 1095 р. від імператора Олексія I Комніна Папі Римському Урбану II.
Ще 1074 року папа Григорій VII виступив із закликом розпочати на сході війну проти сельджуків. Він навіть збирався особисто очолити військо й вирушити з ним за море, однак, втягнувшись у виснажливу боротьбу за інвеституру з імператором Священної Римської імперії Генріхом IV, не встиг здійснити свої грандіозні плани.

### Передвісники хрестових походів
З середини XI ст. відбулось кілька успішних військових виправ армій християнської Європи проти мусульман, які надали європейцям впевненості у своїх силах і розглядаються багатьма істориками як передвісники хрестових походів. Одним з найважливіших з них був успішний напад на Махдію у 1087 р. — атака об'єднаної флотилії морських республік Пізи та Генуї на північноафриканське місто Махдія, столицю Іфрікії (сучасний Туніс) під владою берберської династії Зірідів. Історик хрестових походів Карл Ердманн вважає напад на Махдію прямим попередником Першого хрестового походу ("ganz als Kreuzzug ausgeführt "), який відбувся через вісім років після цієї події, оскільки:
- він проводився під прапором Святого Петра;
- проти демонізованого мусульманського правителя;
- певний вид індульгенцій надано учасникам бойових дій Папою Віктором III.

## Хрестові походи

### Перший хрестовий похід
1095 року — на Клермонському соборі Римський Папа Урбан ІІ закликав воїнів-християн здійснювати похід у Святу Землю, щоб відвоювати Гріб Господній і захистити паломників та визволити Палестину.

#### Селяни-паломники
Перший ешелон хрестоносців склали селяни й бідні містяни. Заклик Папи знайшов у них досить гарячий відгук. З вигуками «Deus vult» (латиною «Господня воля») тисячі хрестоносців вирушили у тривалий похід на Схід. Найпершими рушили на Єрусалим юрми погано озброєних простолюдинів під керівництвом Петра Ам'єнського (на прізвисько Пустельник) та Вальтера Незаможного.
Весною 1096 року, не дочекавшись лицарів, у похід рушили загони селян Франції, Німеччини та Італії. Вони були погано озброєні й недосвідчені у військовій справі. Зазнавши на шляху втрат, у першому ж бою під столицею Нікейського султанату їхню армію знищили турки. Тільки десята частина врятувалася втечею.

#### Похід лицарів
Весною 1097 року в столиці Візантії зосередилися загони лицарів-хрестоносців. Головну роль у Першому Хрестовому поході грали феодали Франції — граф Раймонд Тулузький, граф Роберт Фландрський, Роберт Нормандський (син Вільгельма Завойовника), єпископ Адемар. У поході також брали участь граф Готфрід Буйонський — герцог Нижньої Лотарингії, його брати Балдуїн і Євстахій, граф Боемунд Тарентський з племінником Танкредом Тарентським та Гуго Великий (граф Вермандуа) — син французького короля Генріха I та Анни Ярославни, доньки Великого князя Київського Ярослава І Мудрого.

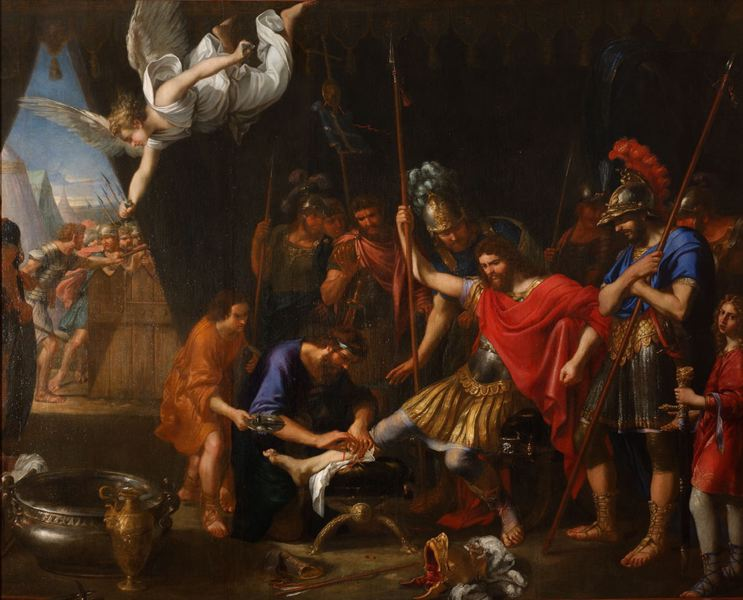
Готфрід Бульйонський, французький лицар, голова першого хрестового походу і засновник Єрусалимського королівства.

Лицарі під проводом досвідченого нормана Боемунда Тарентського зібралися восени 1097 року та наступного року захопили Нікею, Едесу, а пізніше Кілікію і у 1099 році Єрусалим.
Після взяття Єрусалиму хрестоносці створили чотири держави: Єрусалимське королівство, Князівство Антіохії, Триполійське графство і Графство Едеса. Крім того, тут були організовані духовно-лицарські ордени госпітальєрів, тамплієрів і тевтонців.

### Другий хрестовий похід
Спочатку мусульмани не становили загрози для держав хрестоносців через внутрішні конфлікти, але згодом вони об'єдналися навколо Імада ед Дін Зенгі. Використовуючи ідеї священної війни проти невірних («джихаду»), мосульський емір Імад ед Дін Зенгі 1137 року розгромив війська Триполійського графства і почав загрожувати захопленням прикордонних держав королівства, зокрема Едесського графства. Його тодішній правитель — Жослен ІІ не мав достатньо військ, щоб захистити свої землі та місто. Провівши розвідку, 1144 року Зенґі розпочав облогу Едесси. Облога міста тривала 28 днів і Едесса була захоплена 25 грудня 1144 року. Антіохійський князь Раймунд де Пуатьє не лише відмовився допомогти в біді своєму сусідові, але під різними приводами затримував загони, які йшли на допомогу Жослену.  Він розпочав із захоплення Едеси у 1144 році. Це було перше місто, покорене хрестоносцями, та перше місто, відвойоване мусульманами. Це змусило Папу Римського оголосити Другий хрестовий похід.
Успіх джихаду становив загрозу існуванню всіх держав хрестоносців. Після смерті свого батька Зенгі Махмуд Нур ад-Дін (Нуреддін) об'єднав сирійських емірів на боротьбу проти хрестоносців, також використовуючи гасла джихаду.

### Третій хрестовий похід

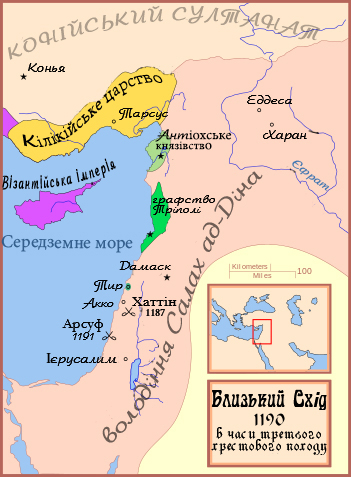
Близький Схід в 1190

В 1187 р. султан Салах ад-Дін розбив хрестоносців і захопив Єрусалим. Відбивати святе місто у третьому поході вирушили зі своїми військами король Франції Філіп II Август, король Німеччини Фрідріх I Барбаросса і король Англії Річард I Левове Серце.
У березні 1190 року війська Фрідріха I Барбаросса переправилися в Азію, рушили на південний схід і, після страшних втрат, пробилися через усю Малу Азію, але несподівано після переходу через Тавр імператор потонув у річці Салефе. Частина його війська розійшлася, багато загинули, інших герцог Швабії Фрідріх VI привів в Антіохію, а потім до Акри. У січні 1191 р. він помер від морової виразки. Навесні прибули французький король Філіп II Август, англійський король Річард I Левове Серце і герцог Леопольд Австрійський. По дорозі Річард I Левове Серце переміг імператора Кіпру Ісака Комніна, який змушений був здатися. Його ув'язнили в сирійському замку, де тримали майже до самої смерті, а Кіпр потрапив під владу хрестоносців. Облога Акри йшла погано внаслідок розбрату між французьким і англійським королями, а також між Гі де Лузіньяном і маркграфом Конрадом Монферратським, який заявив по смерті дружини Гі претензії на єрусалимську корону й одружився з Ізабеллою Єрусалимською, сестрою й спадкоємницею померлої Сибілли.
Тільки 12 липня 1191 року Акра здалася після майже дворічної облоги. Конрад і Гі примирилися вже після узяття Акри; перший був визнаний спадкоємцем Гі й одержав Тір, Бейрут і Сидон. Незабаром після цього відплив на батьківщину Філіпп II із частиною французьких лицарів, але Гуго Бургундський, Генріх Шампанський і багато інших знатних хрестоносців залишилися в Сирії. Річард Левове Серце завдав Саладіну поразки в битві при Арзуфі, але через брак води та постійні сутички з мусульманськими загонами армія християн не зуміла відвоювати Єрусалим — англійський король двічі підходив до міста і обидва рази не наважився на штурм.
Річард знову розбив Саладіна в битві при Яффі, але незабаром до нього дійшли чутки про захоплення молодшим братом Іоанном влади в Англії, а королем Філіппом — його земель у Франції. Нарешті, у вересні 1192 року Річард Левове Серце і Саладін уклали перемир'я: мусульманський лідер визнавав узбережжя від Тіра до Яффи володіннями хрестоносців, але Єрусалим залишився у владі мусульман, християнам було лише дозволено відвідувати святе місто. Після цього англійський король відплив на батьківщину для повернення влади.
Обставиною, що трохи полегшила положення хрестоносців, була смерть Саладіна в березні 1193 р., розділ його володінь між його численними синами стало джерелом міжусобиць серед мусульман. Незабаром висунувся брат Саладіна, Аль-Аділь, який завоював Єгипет, південну Сирію, Месопотамію й прийняв титул султана. Після невдачі третього хрестового походу у Святу Землю став збиратися імператор Генріх VI, що прийняв хрест у травні 1195 року, але він помер у вересні 1197 року. Деякі загони хрестоносців, що вирушили раніше, все-таки прибули в Акру. Трохи раніше імператора вмер Генріх Шампанський, який був одружений з вдовою Конрада Монферратського і тому носив єрусалимську корону. Королем обраний був тепер Аморі II (брат Гі де Лузиньяна), що одружився з вдовою Генріха. Тим часом воєнні дії в Сирії йшли невдало, значна частина хрестоносців повернулася на батьківщину. В цей час німецьке госпітальне братство св. Марії, засноване під час 3-го хрестового походу, перетворили в тевтонський духовно-лицарський орден.

### Четвертий хрестовий похід

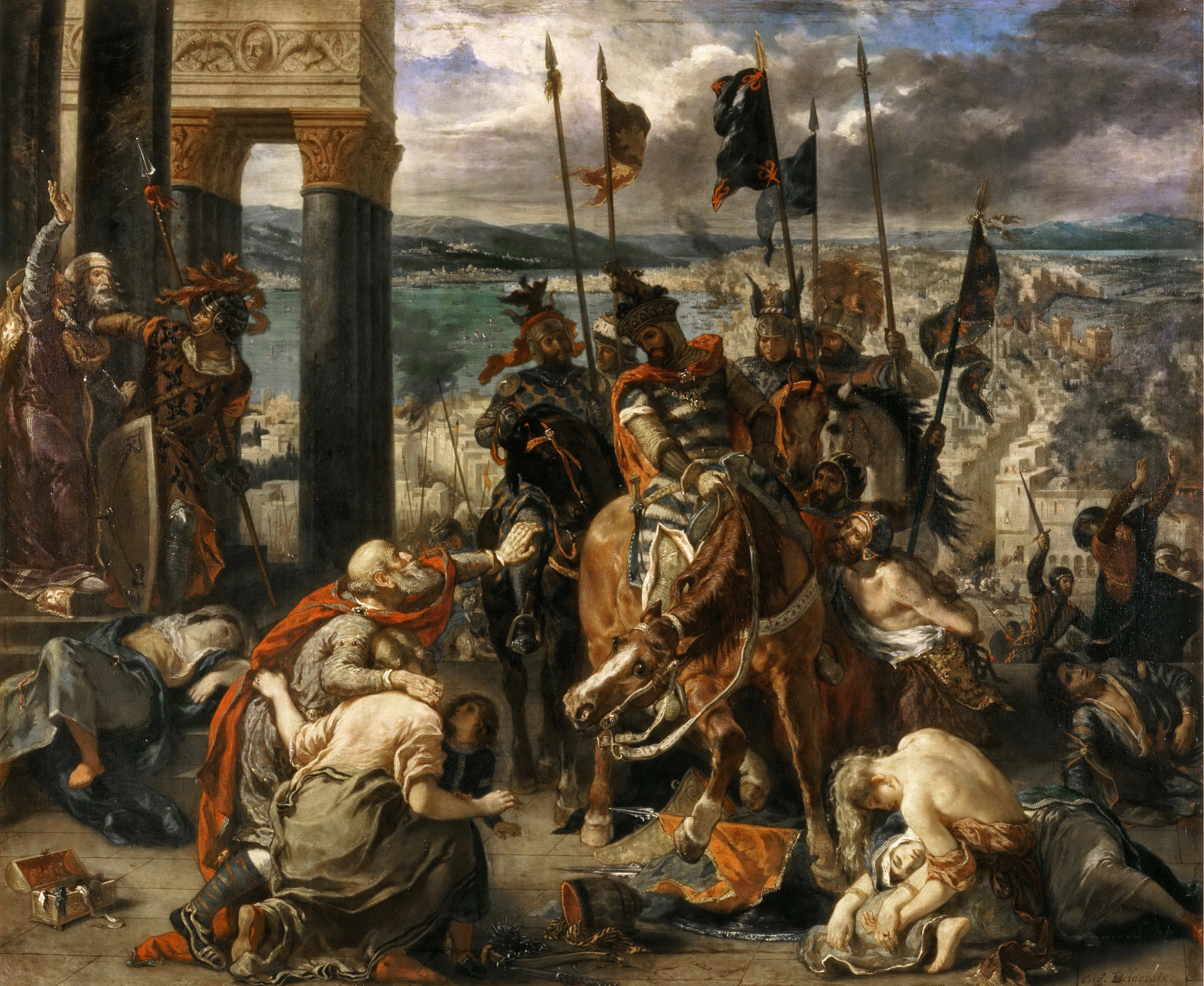
Хрестоносці штурмують Константинополь (Ежен Делакруа)

Четвертий хрестовий похід був організований не проти турків-мусульман, а проти православної Візантійської імперії. Результатом четвертого походу (1202–1204) були узурпація влади імператора у Константинополі та заснування Латинської імперії.
На початку XIII ст. стало зрозумілим, що вирішальне значення для долі Святої Землі має Єгипет, султан якого постійно загрожував володінням хрестоносців. Папа Іннокентій III почав готуватися до нового хрестового походу, однак до Єгипту хрестоносці так і не дійшли.
Щоб потрапити в Єгипет, керівники походу звернулися до Венеції, яка мала найкращий флот, із проханням переправити їхні війська. Дож Енріко Дандоло — голова Венеціанської республіки — погодився перевезти хрестоносців за велику суму — 85 тис. марок сріблом. У червні 1202 p., коли кораблі були вже готові, на острові Лідо зібралася тільки третина хрестоносців. Керівники походу змогли зібрати лише частину необхідної суми. Тоді Дож запропонував відкласти плату за умови, що хрестоносці допоможуть йому знищити торгового суперника — місто Задар на східному узбережжі Адріатичного моря. Незважаючи на заборону папи воювати проти християн, керівники походу згодилися. У листопаді 1202 р. вони захопили і пограбували Задар. Інокентій III відлучив Венецію і хрестоносців від церкви, але, бажаючи знищити єгиптян, пообіцяв зняти відлучення, якщо похід відбудеться.
Проте дож Венеції намовив хрестоносців на похід проти ще одного свого суперника — християнського Константинополя. Приводом до війни стало бажання сина імператора Ісаака II Ангела відібрати у дядька Олексія престол, який він захопив, осліпивши брата. Імператорський син пообіцяв за це щедру винагороду, вкрай необхідну хрестоносцям, — 200 тис. марок сріблом.
Влітку 1203 р. хрестоносці розпочали облогу Константинополя. Невдовзі вони захопили місто і повернули престол Ісааку II. Далі належало розрахуватися з «визволителями», але в імператорській скарбниці не знайшлося такої кількості грошей. Коли їх почали силою стягувати з населення, вибухнуло повстання, у результаті якого новим імператором проголосили ворога хрестоносців Олексія Дуку. Він спробував захистити місто від «визволителів». Хрестоносці почали новий штурм Константинополя, 13 квітня взяли місто і по-варварськи його пограбували, вбивши тисячі мешканців.
Після перемоги хрестоносці поділили між собою землі імперії. Латиняни (так називали хрестоносців візантійці) заснували на руїнах імперії свої володіння, що їх на Заході називали Латинською Романією, а історики згодом назвали Латинською імперією. Про продовження походу, ясна річ, вже не йшлося.

### Решта походів
У 1212 році окремо був організований похід дітей, що, як безгрішні, мали відвоювати Єрусалим. До Палестини з Франції та Німеччини вирушило загалом близько 50 000 дітей. Похід закінчився ганебно. Діти частково не витримали труднощів походу, а частково були продані в рабство шахраями, які обіцяли їм переправити їх на кораблях до Єрусалиму, а насправді відвезли до Африки. Відбулося ще чотири хрестові походи — усі невдалі (1217—1221, 1228—1229, 1248—1254, 1270). А 1291 року Палестина була завойована султаном Єгипту.
В часи правління папи Григорія IX відбулось два хрестові походи проти селян, які протестували проти феодального закріпачення — так званий Стедінгерський хрестовий похід (1233—1234) та Дрентерський хрестовий похід (1228—1232).
На Першому та Другому Ліонському соборі за ініціативи Папи Римського активно обговорювалось питання організації Дев'ятого хрестового походу проти монголо-татар. На Першому Ліонському соборі (1245 р.) був присутній митрополит Київський (Архієпископ Руський) Петро Акерович, що розповів про монгольську навалу та закликав європейських князів до організації походу. За рішенням Собору до Києва та Золотої Орди відправили посольство Джованні Да Плано Карпіні.
На Другому Ліонському соборі знову порушили питання щодо організації хрестового походу проти монголо-татар. Проте розмови щодо Дев'ятого хрестового походу, незважаючи на всі зусилля папи Григорія X, не втілилися в життя. Похід передбачалося здійснити проти Золотої Орди в союзі з ільханідом Абаком, представник якого на соборі в знак серйозності намірів хана прийняв хрещення.
Наприкінці 1253 року у Дорогочині Данило Галицький приймає титул «Короля Русі». Того ж року Папа Римський Іннокентій IV оголошує «хрестовий похід» проти Орди і закликає Польщу, Чехію, Померанію та Сербію взяти участь у ньому. Саме на цю допомогу і розраховував король Данило. Проте християнські держави Європи не мали зайвих ресурсів для ведення боротьби проти ординців, а ті сили, що мали, віддавали на боротьбу за австрійський спадок. Так і не дочекавшись допомоги із Заходу, король Данило розпочинає військові дії проти монголів

### Підсумки і значення хрестових походів
Хрестові походи як військові експедиції з метою визволення Святої Землі зазнали краху. Вони спричинили значні людські втрати як серед населення країн Сходу, так і серед самих учасників. Під час походів знищили багато пам'яток культури, бібліотек, палаців. Внаслідок Четвертого Хрестового походу зруйновано Константинополь — центр східної християнської культури. Хрестові походи спричинилися до погіршення відносин між Європою і країнами Сходу, християнським та ісламським світами.
Проте епоха хрестових походів для Європи не минула безслідно. Значно пожвавилася торгівля на Середземному морі. Особливо помітну перевагу отримали італійські морські республіки — Венеція, Генуя та Піза, до яких перейшла першість у торгівлі з країнами Сходу. Візантія, як торговельний суперник італійських міст-держав, після Четвертого Хрестового походу перестала ним бути.
Хрестові походи сприяли ознайомленню європейців з новими рільницькими рослинами і започаткуванню їх вирощування в Європі. Саме тоді потрапили в Європу рис, гречка, лимони, абрикоси, кавуни. Хрестоносці познайомилися з виробництвом цукру, шовкових тканин і скляних дзеркал, запозичили зі Сходу голубину пошту і вітряки. Знайомство зі Сходом вплинуло і на побут європейців. Лицарі засвоїли східні манери, придворну ввічливість, почали стежити за своїм тілом та обличчям. Саме відтоді на Заході призвичаїлися мити руки перед їдою, приймати ванни і митись у гарячих лазнях. У лицарських замках з'явилася нова захоплива гра — шахи.
У Західній Європі посилився потяг до вишуканих страв, солодких вин, прянощів. У моду ввійшли гарний одяг, предмети східного побуту, ковдри, рідкісні речі, коштовна зброя. Щоб купувати все це, потрібні були кошти, і феодали почали частіше вимагати від залежних селян платити їм податки грішми, а не давати харчами, як раніше. Відтак у Європі пожвавилася торгівля, руйнувалося старе натуральне господарство.

## У мистецтві
Серед численних фільмів 2010 року знято фентезійний телевізійний фільм жахів «Темна реліквія» режисера Лоренцо Сени з Джеймсом Фрейном у головній ролі.